# Vatma Vall Mint Soueina
Vatma Vall Mint Soueina (arabisch فاطمة فال بنت اصوينع, DMG Fāṭima Fāl bt. Iswainiʿ; * 25. August 1977 in Ayoûn el-Atroûs) ist eine mauretanische Politikerin. Sie war 2015 Außenministerin des Landes und ist nun Ministerin für Viehzucht.

## Leben
Soueina wurde am 25. August 1977 in Ayoûn el-Atroûs geboren. Sie ist ein Mitglied der Kaste der Schmiede. Sie studierte am Lycée National in Nouakchott, bevor sie 2001 ihren Masterabschluss in Englisch an der Universität von Nouakchott machte.
Soueina war von 2001 bis 2005 Gymnasiallehrerin für Englisch, bevor sie 2005 Professorin für Amerikanistik und Literaturwissenschaft an der Universität von Nouakchott wurde. 2014 war sie Ministerin für Kultur und Handwerk. Soueina wurde im Januar 2015 zur Außenministerin ernannt. Sie leitete die 142. Tagung des Rates der Arabischen Liga und die 26. Tagung des Exekutivrats der Afrikanischen Union in Addis Abeba.
Im September 2015 wurde sie bei einer Kabinettsumbildung durch Präsident Mohamed Ould Abdel Aziz von Hamadi Ould Meimou abgelöst und dann als Ministerin für Viehzucht eingesetzt.

## Persönliches
Soueina ist verheiratet.